# Mount Morley
Mount Morley är ett berg i Antarktis. Det ligger i Västantarktis. Argentina, Chile och Storbritannien gör anspråk på området. Toppen på Mount Morley är 1 550 meter över havet.
Terrängen runt Mount Morley är varierad. Trakten är obefolkad. Det finns inga samhällen i närheten.